# Курляндське намісництво
Курля́ндське намі́сництво (рос. Курляндское наместничество) — адміністративно-територіальна одиниця в Російській імперії в 1795–1796 роках. Адміністративний центр — Мітава. Створене 1795 року на основі герцогства Курляндії-Семигалії і Пільтенського повіту. Складалося з 10 повітів (гауптманств). 31 грудня 1796 року перетворене на Курляндську губернію.

## Назва
- Курля́ндське намі́сництво (рос. Курляндское наместничество)
- Курля́ндське штатга́льтерство (нім. Kurländisches Statthalterschaft) — від штатгальтера, німецького перекладу російського «намісник».

## Історія
- 17 (28) березня 1795 року курляндський герцог Петер фон Бірон, який з лютого перебував у Санкт-Петербурзі, визнав поділ Речі Посполитої і зрікся своєї герцогської гідності[1]. Російська імперія анексувала герцогство Курляндії та Семигалії, на місці якого заснувала Курляндське намісництво.
- 15 (26) квітня 1795 року російська імператриця Катерина II видала Маніфест про приєднання Курляндії.
- 30 серпня 1795 року Петер фон Бірон назавжди покинув Курляндію[1].
- 31 грудня 1796 року російський імператор Павло І перетворив намісництво на Курляндську губернію Російської імперії.

## Адміністративний поділ
- Гольдінгенське обер-гауптманство
- Зельбурзьке обер-гауптманство
- Мітавське обер-гауптманство
- Тукумське обер-гауптманство
- Пільтенський повіт

## Губернатори
- 1795.5.2 — 1797.1.9: Петер-Людвіг фон дер Пален[2][3]

### Монографії. Статті
- Arbusov, Leonid Grundriss der Geschichte Liv-, Est- und Kurlands. — Riga: Jonck und Poliewsky, 1918.
- Бантыш-Каменский Н. Н. Обзор внешних сношений России (по 1800 год). Ч. 3: Курляндия, Лифляндия, Эстляндия, Финляндия, Польша и Португалия. Москва, 1897. (рос.)
- Бильбасов В. Присоединение Курляндии // Русская старина. — 1895. — Т. 83. (рос.)
- Институт генерал-губернаторства и наместничества в Российской Империи: в 2 т. — Санкт-Петербург: Санкт-Петербургский университет, 2001. — Т. І. (рос.)
- Чешихин Е. В. Краткая история Прибалтийского края. Рига, 1894.

### Статті
- Евстратьев О. И. Курляндское герцогство в свете прибалтийско-немецкой историографии второй половины XVI — XVIII века. // Научные труды Республиканского института высшей школы. — 2015. — № 15-1. — С. 51-61. (рос.)
- Тархов С. А. Изменение административно-территориального деления России за последние 300 лет [Архівовано 8 липня 2018 у Wayback Machine.] // География. — № 15. — 2001. (рос.)
- Февралёв С. А. Местные правовые системы национальных регионов в политике российской верховной власти (вторая половина XVII – начало XX вв.) // Политика и Общество. — 2012. — № 1. — C. 152-163. (рос.)